# 3857 Cellino
3857 Cellino è un asteroide della fascia principale. Scoperto nel 1984, presenta un'orbita caratterizzata da un semiasse maggiore pari a 2,3929860 UA e da un'eccentricità di 0,1611184, inclinata di 3,09516° rispetto all'eclittica.